# Deux Moines
Pour les articles homonymes, voir Mandala (homonymie).
Pour plus de détails, voir Fiche technique et Distribution.
Deux Moines (coréen : 만다라, Mandala) est un film sud-coréen réalisé par Im Kwon-taek et sorti en 1981. Cette même année, le film a gagné le grand prix du Hawaii Film Festival.

## Synopsis
L'action se déroule dans la Corée des années 1980, Pobun est un jeune moine bouddhiste. Voici six ans qu'il a abandonné ses études universitaires et quitté la fille à laquelle il était fiancé pour se consacrer à la recherche du sens de la vie et trouver une réponse à la futilité de l'existence humaine. Bientôt, il tombe par hasard dans la campagne sur Jisan, un moine âgé qui se distingue par sa conduite originale et son goût pour les plaisirs terrestres —en particulier l'alcool.
Les deux hommes entreprennent alors un voyage en commun à la découverte d'eux-mêmes, s'interrogeant sur le libre arbitre, les pratiques religieuses et l'éveil. Un jour, Pobun découvre le cadavre de Jisan, enseveli sous la neige. Mais ce qu'il voit, c'est un corps parfaitement paisible, ayant abandonné toute trace de lutte intérieure. 

## Fiche technique
- Titre : Deux Moines[3]
- Titre original : 만다라 (Mandala)
- Réalisation : Im Kwon-taek
- Scénario : Lee Sang-hyon et Song Kil-han d'après Kim Seong-dong
- Pays d'origine : Corée du Sud
- Format : Couleurs - 35 mm - 2,35:1 - Mono
- Genre : drame
- Durée : 117 minutes
- Date de sortie : 1981

## Distribution
- Ahn Sung-kee : Pobun
- Jeon Mu-song : Jisan
- Kim Jong-su : Sookwan

## Réception et analyse
Le film est basé sur l’œuvre éponyme de Kim Seong-dong. 
Conduisant le spectateur dans des questions universelles autour de la vie, de la mort et du soi, Mandala explore le voyage de l'être humain à la recherche de sens, et tâchant de définir sa place dans le monde intérieur et extérieur, mais aussi éternel. Et Jisan n'hésite pas à aller à l'encontre de la sagesse et des règles traditionnelles de ses pairs. Ainsi, le film propose une vision originale de la pratique bouddhiste. Il interroge aussi la notion bouddhiste d'éveil, présentée comme résultant (à moins qu'elle n'y conduise) de la solitude, le masochisme et l'ascétisme.
Im Kwon-taek propose une œuvre  au rythme mesuré, à l'image élégante, mais qui reste enraciné dans le monde matériel moderne.